# Comuna Frâncești, Vâlcea
Frâncești este o comună în județul Vâlcea, Oltenia, România, formată din satele Băluțoaia, Coșani, Dezrobiți, Frâncești (reședința), Genuneni, Mănăilești, Moșteni, Surpatele și Viișoara. Principalele atracții turistice sunt reprezentate de două mănăstiri: Mănăstirea Dintr-un Lemn și Mănăstirea Surpatele. Comuna este așezată într-o zonă de deal, cu o importantă suprafață forestieră. Este străbătută de două pâraie, Bistrița (afluent al Oltului) și Otăsăul (afluent al Bistriței).

## Personalități
- Maria Păunescu (n. 1936), interpretă de muzică populară

## Demografie
Componența etnică a comunei Frâncești
     Români (72,8%)
     Romi (19,26%)
     Alte etnii (0,1%)
     Necunoscută (7,84%)
Componența confesională a comunei Frâncești
     Ortodocși (91,62%)
     Alte religii (0,12%)
     Necunoscută (8,26%)
Conform recensământului efectuat în 2021, populația comunei Frâncești se ridică la 4.989 de locuitori, în creștere față de recensământul anterior din 2011, când fuseseră înregistrați 4.988 de locuitori. Majoritatea locuitorilor sunt români (72,8%), cu o minoritate de romi (19,26%), iar pentru 7,84% nu se cunoaște apartenența etnică. Din punct de vedere confesional, majoritatea locuitorilor sunt ortodocși (91,62%), iar pentru 8,26% nu se cunoaște apartenența confesională.

## Politică și administrație
Comuna Frâncești este administrată de un primar și un consiliu local compus din 15 consilieri. Primarul, Daniel Florin Paraschiv[*], de la Partidul Național Liberal, este în funcție din 2016. Începând cu alegerile locale din 2024, consiliul local are următoarea componență pe partide politice:
|  | Partid                          | Consilieri | Componența Consiliului | Componența Consiliului | Componența Consiliului | Componența Consiliului | Componența Consiliului | Componența Consiliului | Componența Consiliului | Componența Consiliului | Componența Consiliului |
|  | ------------------------------- | ---------- | ---------------------- | ---------------------- | ---------------------- | ---------------------- | ---------------------- | ---------------------- | ---------------------- | ---------------------- | ---------------------- |
|  | Partidul Național Liberal       | 9          |                        |                        |                        |                        |                        |                        |                        |                        |                        |
|  | Partidul Social Democrat        | 3          |                        |                        |                        |                        |                        |                        |                        |                        |                        |
|  | Alianța pentru Unirea Românilor | 2          |                        |                        |                        |                        |                        |                        |                        |                        |                        |
|  | Forța Dreptei                   | 1          |                        |                        |                        |                        |                        |                        |                        |                        |                        |

## Vezi și
- Biserica de lemn din Mănăstirea Dintr-un lemn
- Biserica Sfinții Trei Ierarhi din Genuneni
- Biserica de lemn din Viișoara, Vâlcea
- Biserica de lemn din Moșteni, Vâlcea

## Imagini

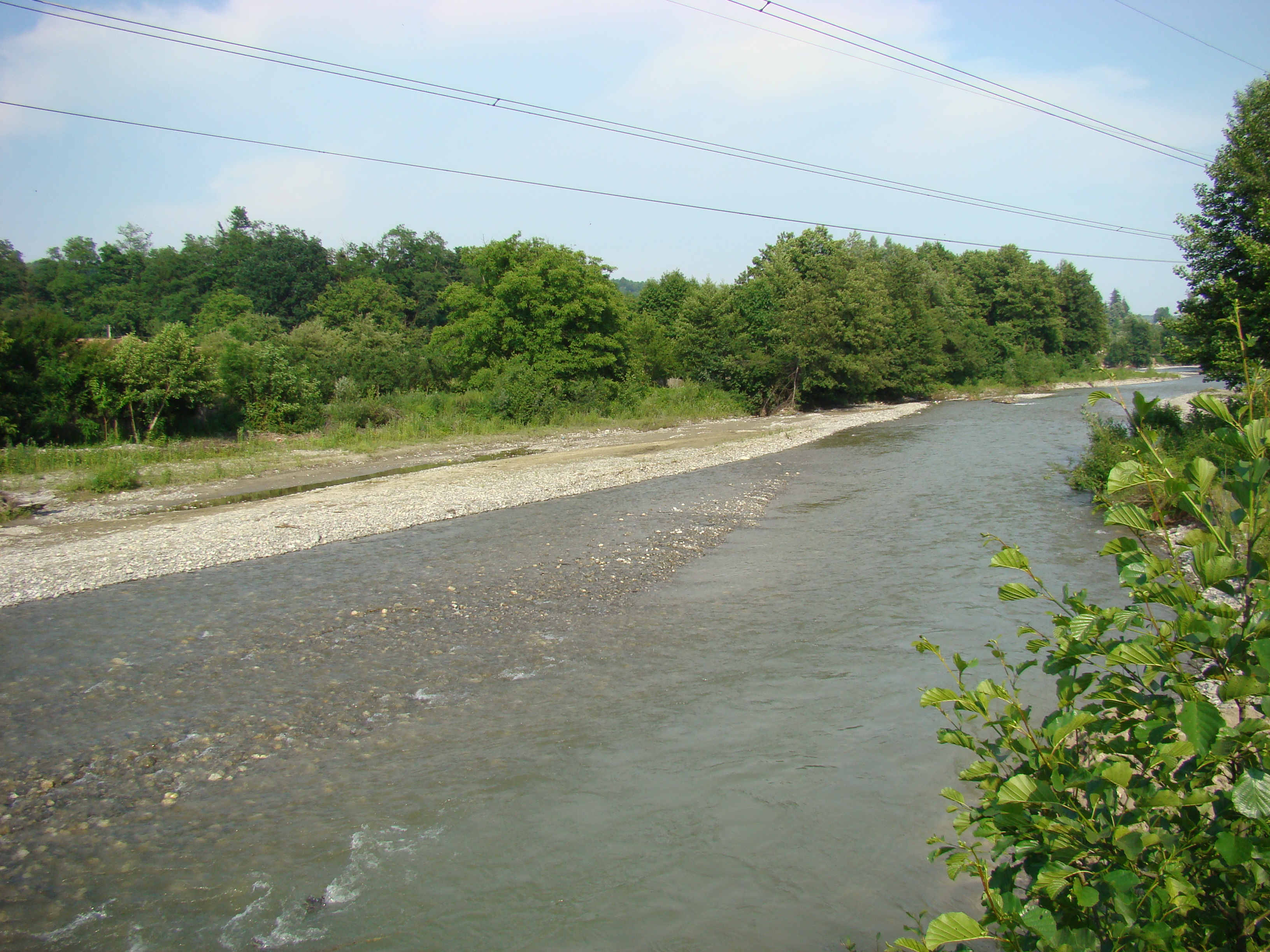
Bistrița vâlceană la Mănăilești
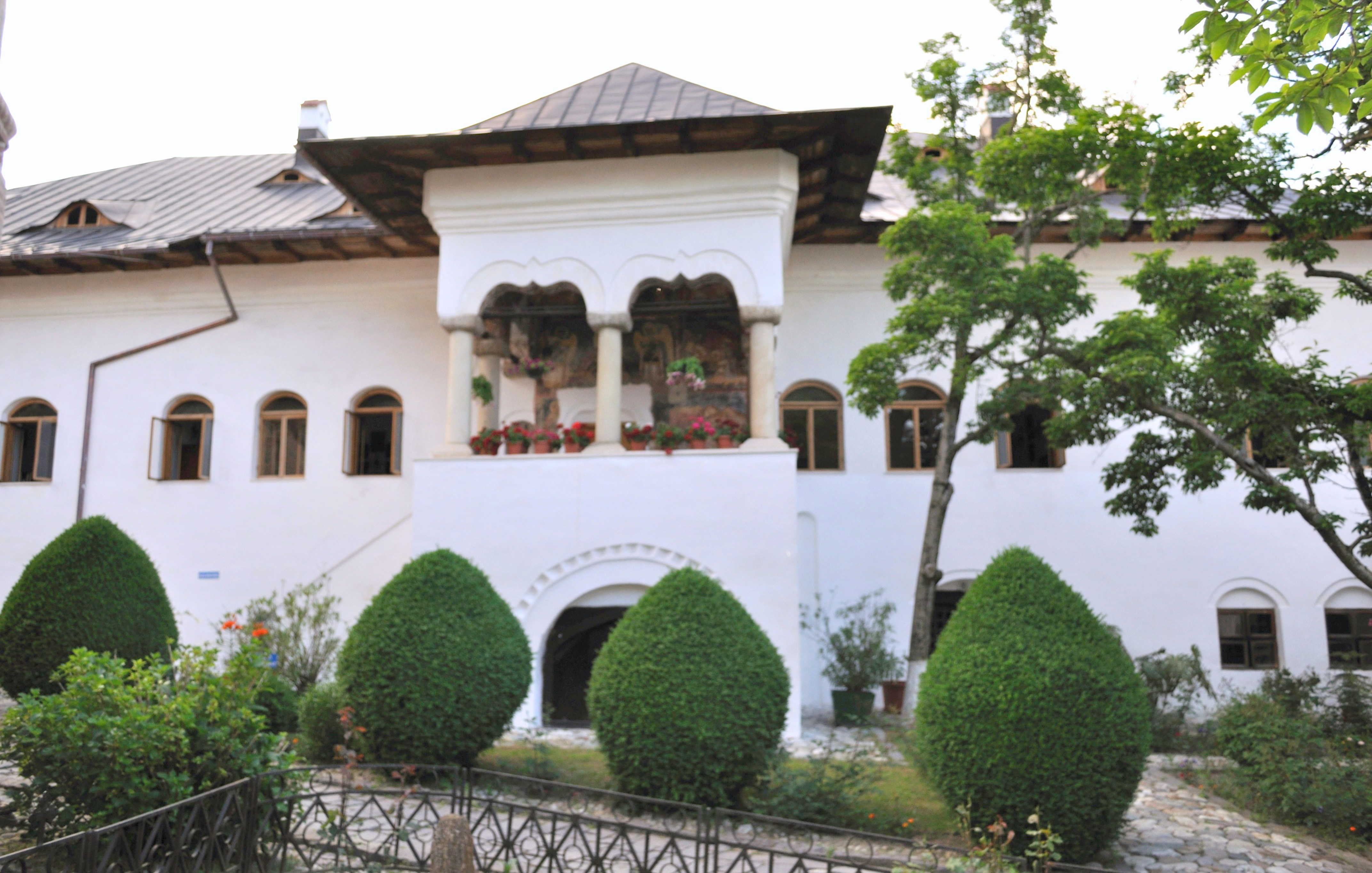
Mănăstirea Dintr-un lemn
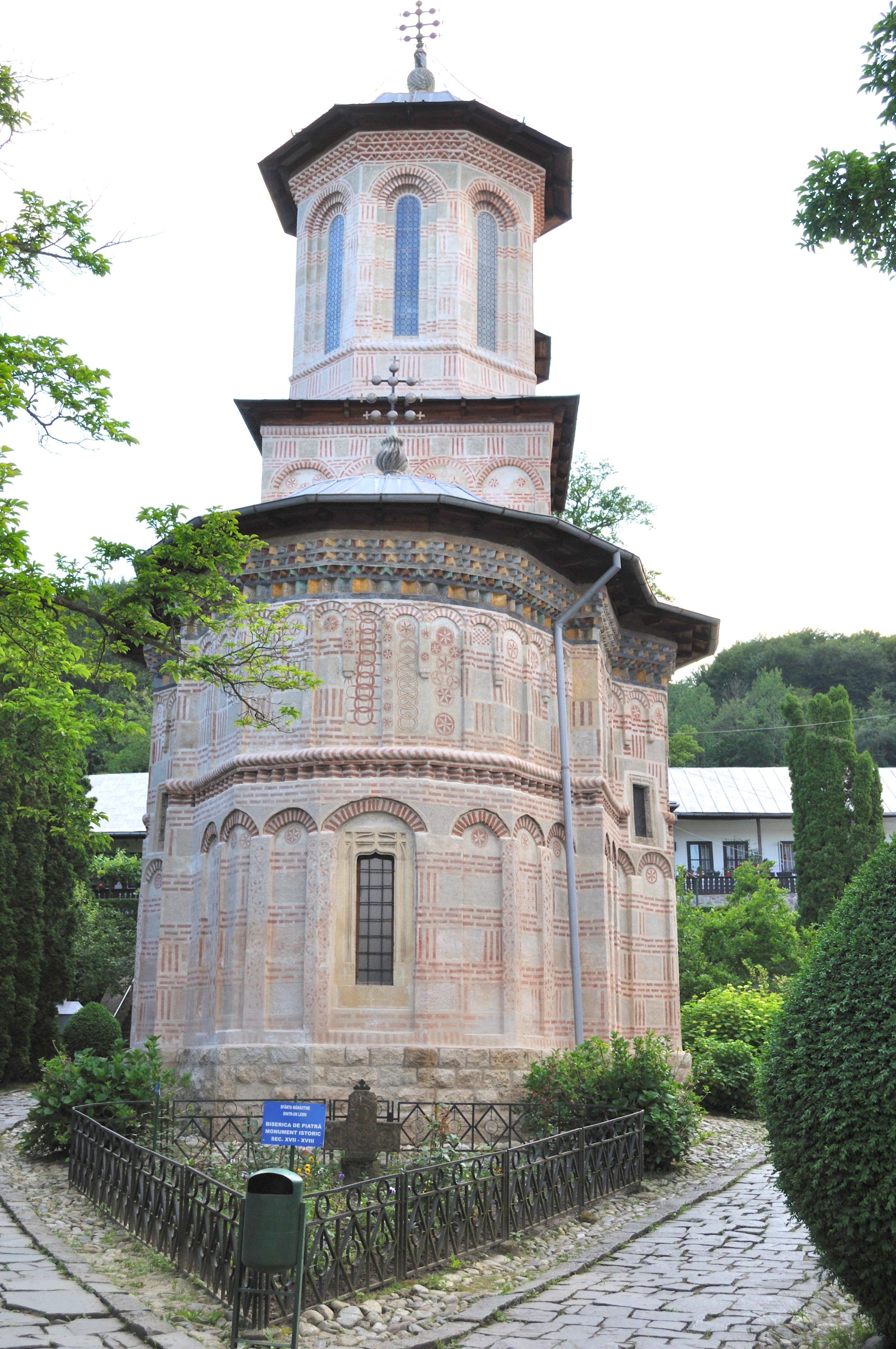
Biserica de zid a mănăstirii
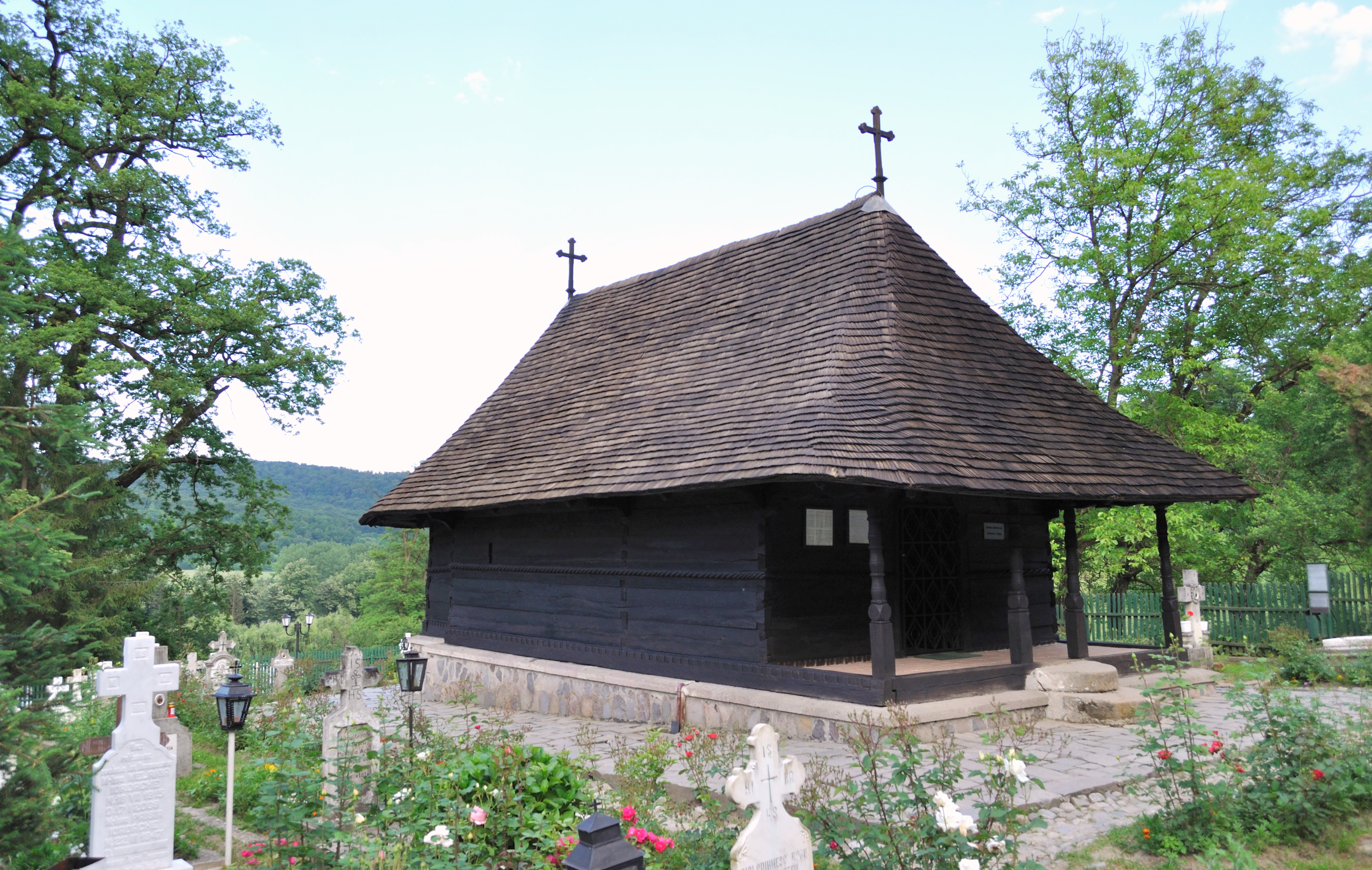
Biserica de lemn din Mănăstirea Dintr-un lemn (monument istoric)
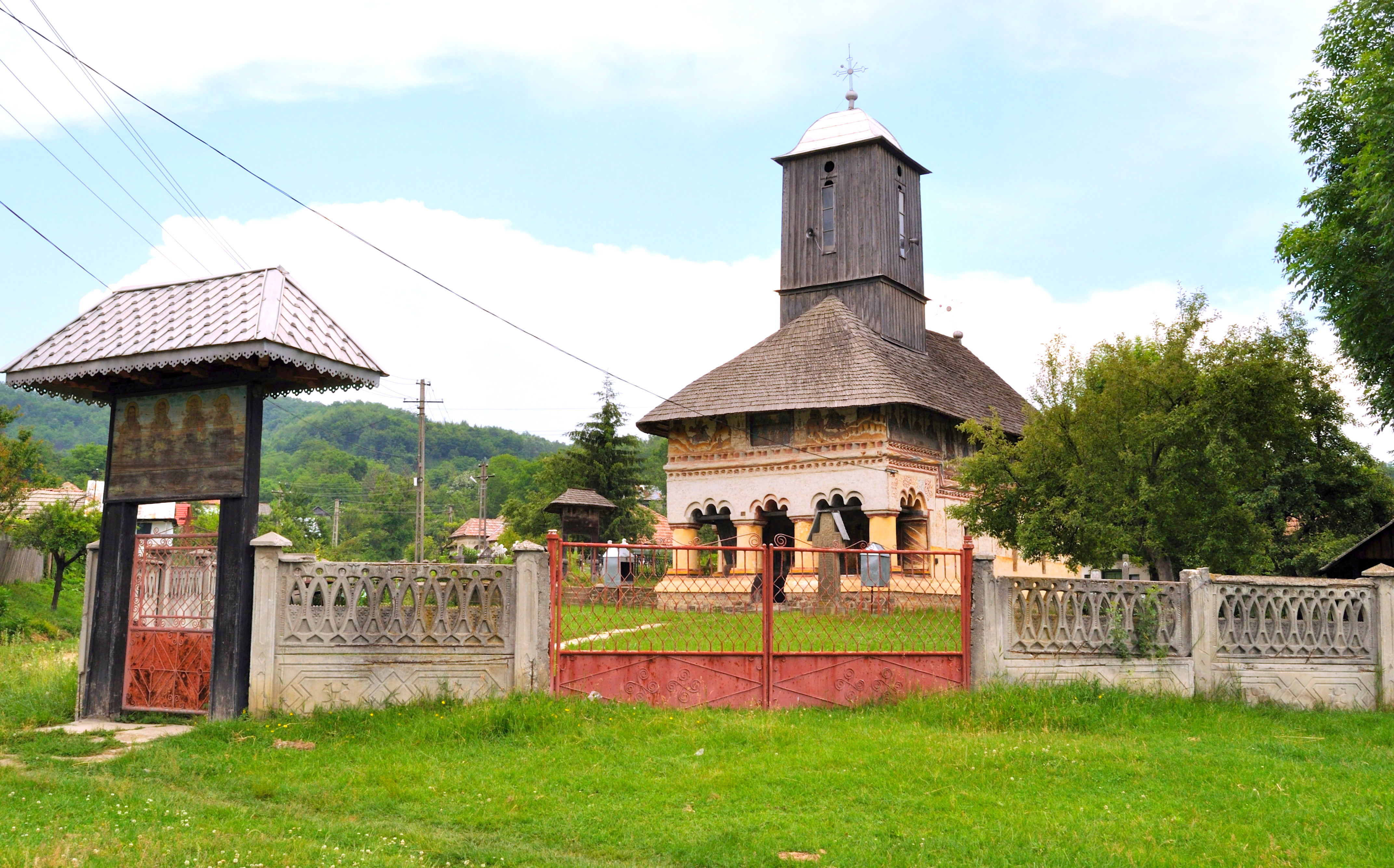
Biserica Sfinții Trei Ierarhi din Genuneni
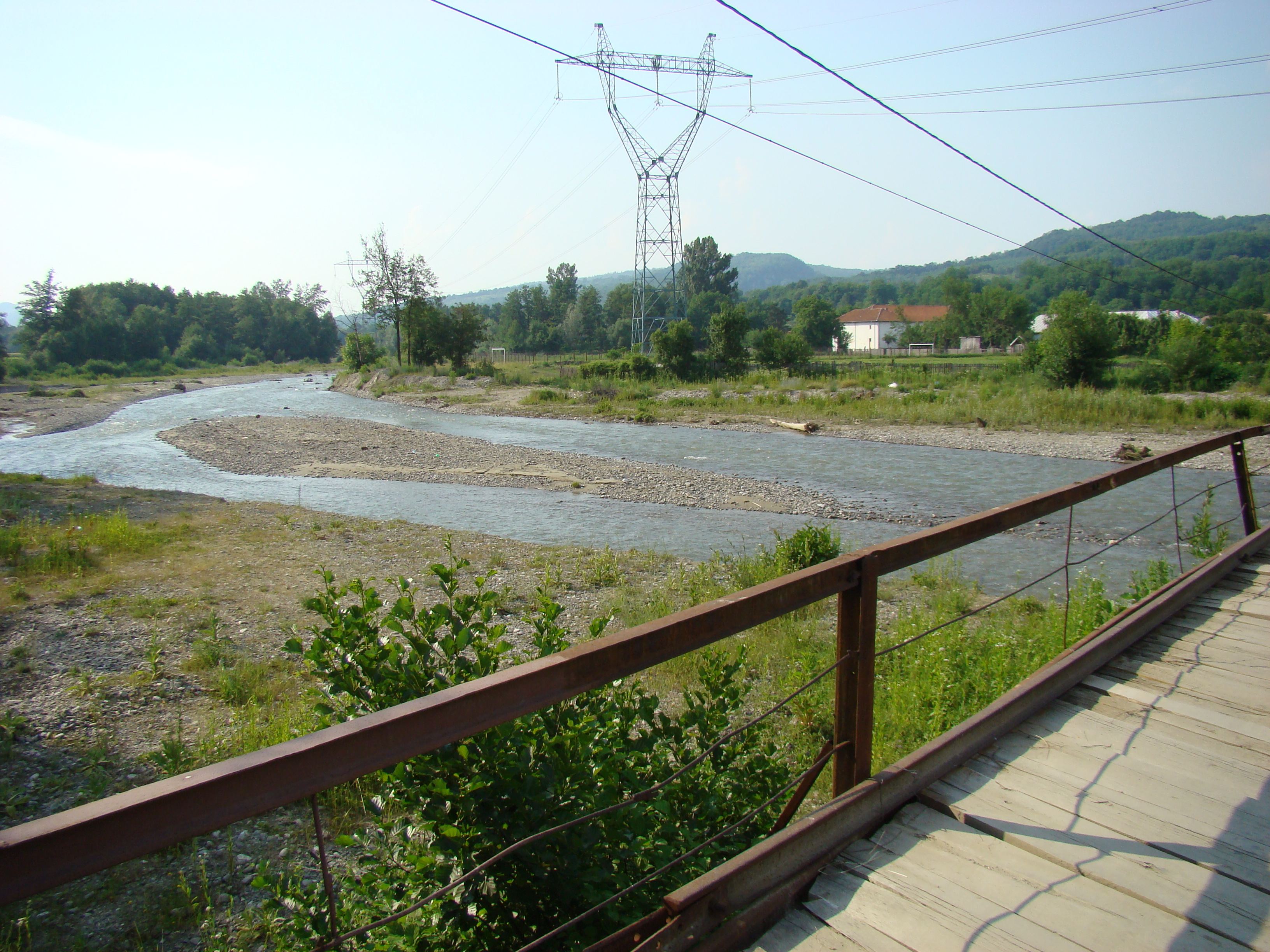
Moșteni
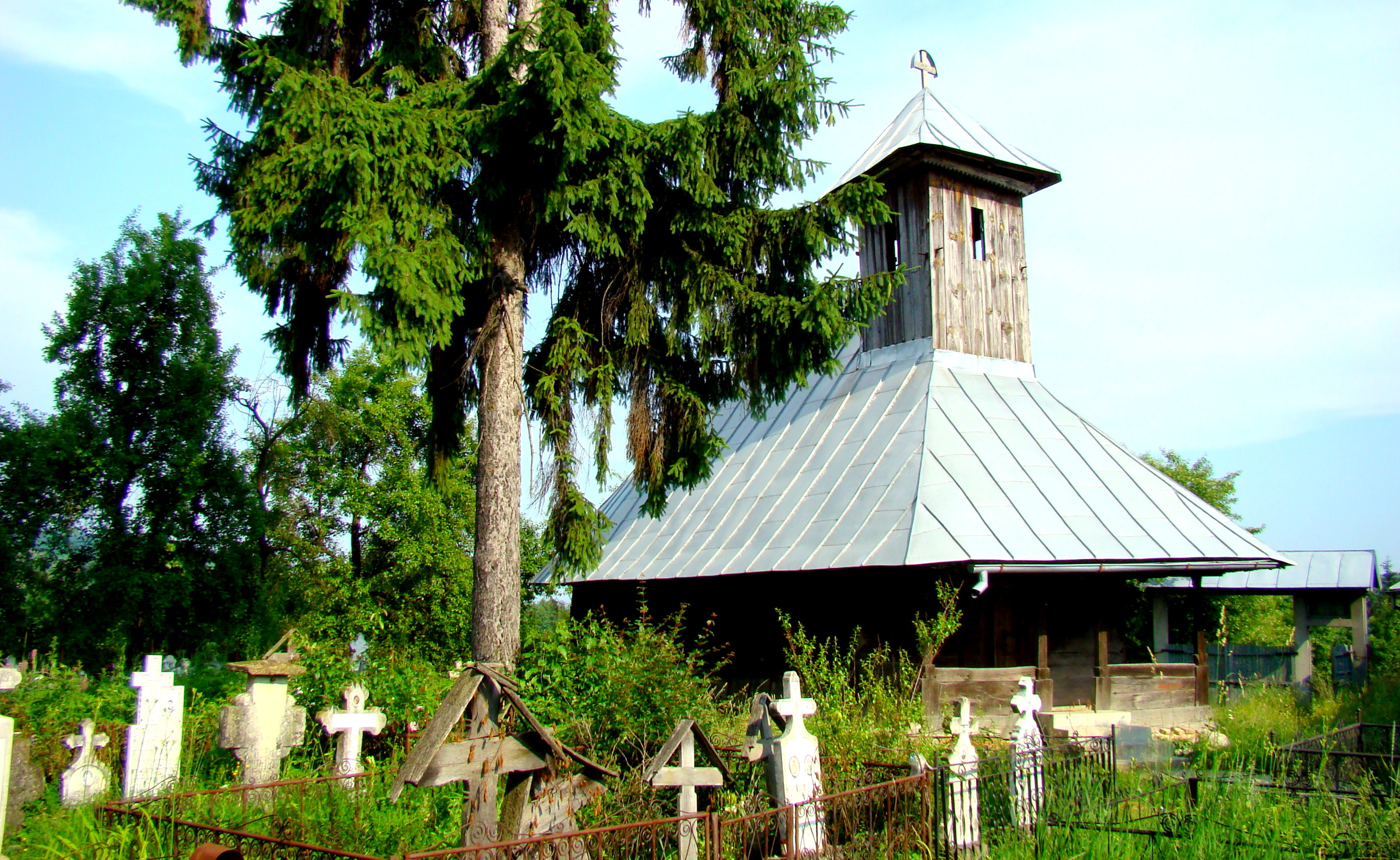
Biserica de lemn Sf.Nicolae din Mănăilești-Moșteni (monument istoric)
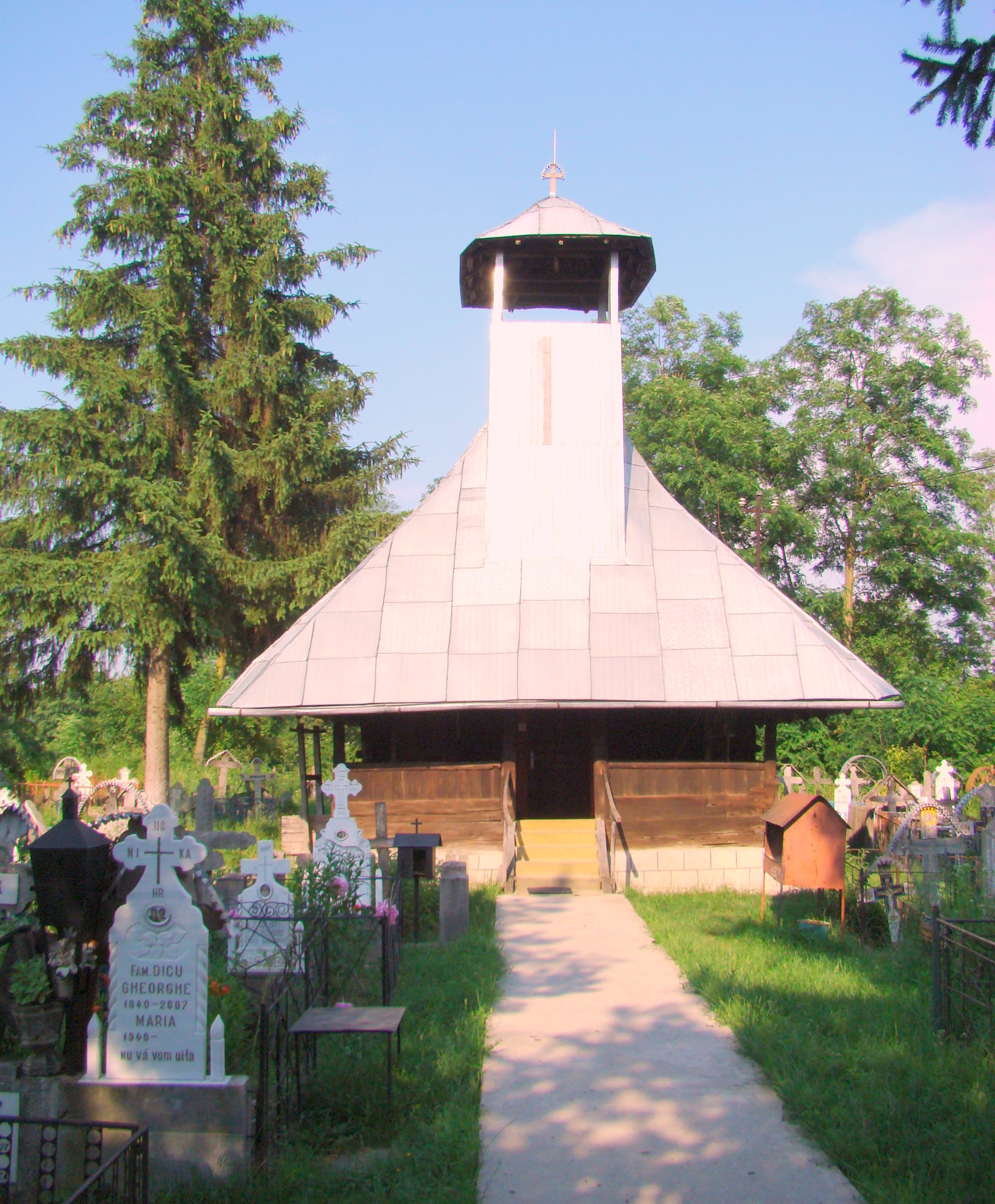
Biserica de lemn din Viișoara (monument istoric)